# Nabanita Dev Sen

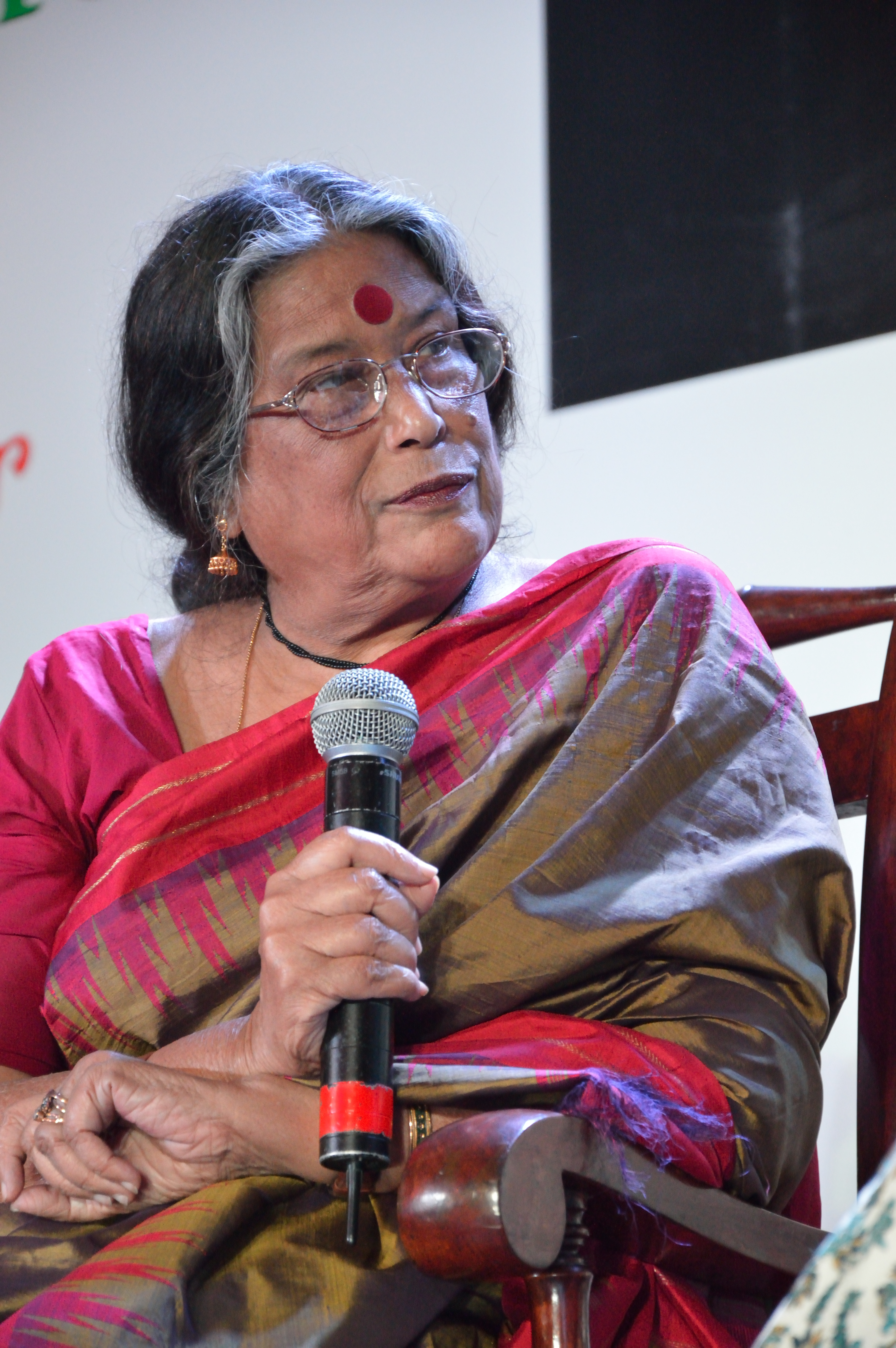
Nabanita Dev Sen auf der International Kolkata Book Fair 2013

Nabanita Dev Sen (bengalisch নবনীতা দেবসেন Nabanītā Debsen; * 13. Januar 1938 in Kolkata; † 7. November 2019 ebenda) war eine bengalische Autorin, die Literatur auch an Hochschulen unterrichtete. Sie veröffentlichte nicht nur Lyrik, Kurzgeschichten, Romane und Essays, sondern auch Theaterstücke, Humoristisches und Kinderbücher. Mehr als 80 Bücher von ihr wurden auf Bengalisch veröffentlicht, zahlreiche Werke wurden in das Englische übersetzt. Sie war die Gründerin und Präsidentin der Autorinnenvereinigung und der Vereinigung kreativer Frauen Soi in Westbengalen und stand dem westbengalischen Zweig des P.E.N. Indien vor.

## Studium und Schreiben
Nabanita Dev Sen schloss 1958 ein erstes Studium an der Jadavpur University in Kolkata mit einem Master of arts ab. 1961 erhielt sie einen weiteren Master von der Harvard University im Fach Komparatistik verliehen und 1964 einen Ph.D. der Indiana University im gleichen Fach. Anschließend erhielt sie mehrere Fellowships, unter anderem an der University of California in Berkley.
Nabanita Dev Sen gilt als eine der vielseitigsten Autorinnen des modernen Indien. Ihr Schreiben zeichnet sich über alle literarischen Sparten hinweg durch eine einzigartige Form des Ausdrucks aus und verbindet Humor und Distanz mit einer hohen Sensibilität. Auch ihr akademisches Wirken findet weithin Anerkennung. Unter den Preisen, mit denen Nabanita Sen ausgezeichnet wurde, finden sich der Gouridevi Memorial Award, der Mahadevi Varma Award, den sie 1992 erhielt, der 1993 verliehene Celli Award der Rockefeller Foundation, der Sarat Award der Bhagalpur University in Bihar, den sie 1994 erhielt, der Prasad Puraskar und der Sahitya Akademi Award 1999. 2017 erhielt sie als beste Bengalische Autorin im Bereich Kinder- und Jugendliteratur den Big Little Book Award.
Das erste Buch, das Nabanita Dev Sen veröffentlichte, war 1959 ein Gedichtband mit dem Titel Pratham Pratyay. Zu ihren bekanntesten Werken zählen die Bücher Bama-Bodhini, Sita Theke Shuru, und Nati Nabanita.

## Privatleben
Die Mutter von Nabanita Dev Sen, Radharani Devi, war ebenfalls eine Dichterin, die noch als Minderjährige verwitwete und mit 28 Jahren einen Mann ihrer Wahl, Narendra Dev, ebenfalls einen Dichter, heiratete. Nabanita Dev Sen bezeichnete ihre Mutter in einem Interview als „empowered“. Sie selbst habe lange ein Leben nach den Vorstellungen anderer geführt – zunächst nach denen ihrer Eltern, dann nach denen ihres Mannes Amartya Sen. Besonders die Wünsche ihrer Mutter spielten in ihrem Leben lange eine entscheidende Rolle. Erst nach der Scheidung ihrer Ehe 1971 habe sie begonnen nach ihren eigenen Vorstellungen zu leben. Allerdings erlege ihr ihr schlechter Gesundheitszustand mittlerweile Grenzen auf. Sie habe ihren beiden Töchtern, Nananda Sen und Antara Dev Sen ermöglicht, unabhängig und nach ihrem eigenen Willen zu leben. Diese von starken Frauen geprägten Familienverhältnisse spiegeln sich nach Angaben Nabanita Dev Sens in ihrem Schreiben wider.